# Christophe Mengin
Christophe Mengin (Cornimont, 3 september 1968) is een Frans voormalig wegwielrenner en veldrijder die beroepsrenner was tussen 1994 en 2008. Mengin reed jarenlang bij La Française des Jeux.

## Carrière
Mengin werd in 1994 op late leeftijd beroepswielrenner bij Chazal en reed de eerste drie jaar van zijn carrière voor deze ploeg (nog één jaar bij Casino). In 1997 verhuisde hij naar La Française des Jeux. In het eerste jaar voor zijn nieuwe ploeg won Mengin meteen een etappe in de Driedaagse van De Panne en vervolgens de zestiende etappe in de Ronde van Frankrijk. In 1997 en 1998 werd hij bovendien Frans kampioen veldrijden. 
Mengin kon sprinten en ging vaak in de aanval, maar won relatief weinig. Hij kon goed mee in de voorjaarsklassiekers. Steevast was Mengin een knecht van Frédéric Guesdon die in 1997 verrassend Parijs-Roubaix, de Koningin der Klassiekers, won en sindsdien kopman was voor La Française des Jeux. In de begindagen van de ploeg knechtte hij naast Frédéric Guesdon voor Lars Michaelsen en Max Sciandri. Later in hun carrière moesten zowel Christophe Mengin als Frédéric Guesdon de jonge Belg Philippe Gilbert, die al vroeg aan het firmament verscheen, aan winst helpen tijdens het klassiek voorjaar. Dat lukte twee keer in de Omloop Het Volk. Mengins palmares telt vooral ereplaatsen in diverse wedstrijden en nog vier overwinningen: de GP Ouest France-Plouay, de GP Cholet, en etappes in de Ronde van Castilië en León en de Ster van Bessèges.
Tijdens de Ronde van Frankrijk van 2005 maakte Mengin een spectaculaire val in de laatste bocht van de zesde etappe en moest twee dagen later opgeven. Eind 2008 stopte hij met wielrennen.

## Palmares
1990
- Veldrit Hoogerheide

1994
- Eindklassement Circuit des Mines

1997
- Veldrit Lutterbach
- Veldrit Lanarvily
- Frans Kampioenschap Veldrijden
- 16e etappe Ronde van Frankrijk
- 1e etappe Driedaagse van De Panne

1998
- Veldrit Hoogerheide
- Frans Kampioenschap Veldrijden

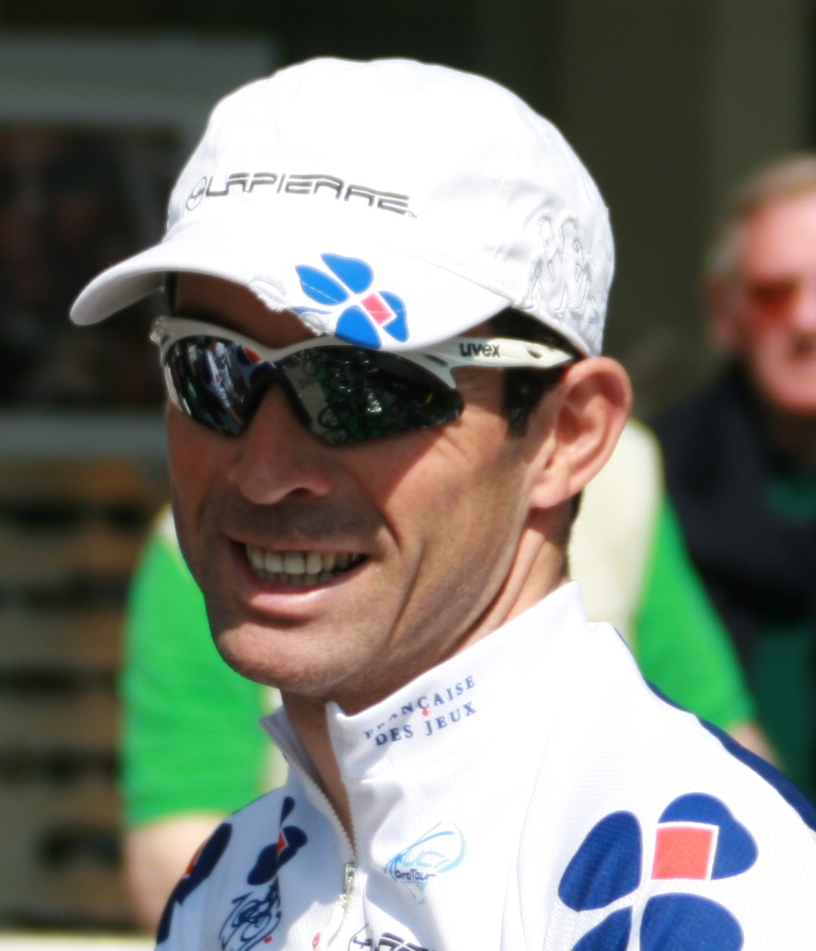
Mengin op 39-jarige leeftijd tijdens de Vierdaagse van Duinkerke in 2008

- 3e etappe Ronde van Castilië en León

1999
- GP Ouest France-Plouay
- 4e - Kuurne-Brussel-Kuurne

2000
- 37e - Kuurne-Brussel-Kuurne

2003
- Grote Prijs van Cholet-Pays de Loire

2007
- 4e etappe Ster van Bessèges

## Resultaten in voornaamste wedstrijden
| Jaar | Ronde van Italië | Ronde van Frankrijk | Ronde van Spanje |
| ---- | ---------------- | ------------------- | ---------------- |
| 1995 |                  | buiten tijd         |                  |
| 1996 |                  |                     | opgave           |
| 1997 |                  | 48e (1)             |                  |
| 1998 |                  | 66e                 |                  |
| 1999 |                  | 70e                 |                  |
| 2000 |                  | 95e                 |                  |
| 2001 |                  | 102e                |                  |
| 2002 |                  | 86e                 |                  |
| 2003 |                  | 110e                |                  |
| 2004 |                  | 84e                 |                  |
| 2005 |                  | opgave              |                  |
| 2006 |                  | 130e                |                  |
| 2007 |                  |                     |                  |
| 2008 |                  |                     |                  |

| Jaar | Milaan-San Remo | Gent-Wevelgem | Ronde van Vlaanderen | Parijs-Roubaix | Amstel Gold Race | Luik-Bast.‑Luik | Ronde van Lombardije | Bretagne Classic | Parijs-Brussel | Kuurne-Brussel-Kuurne |  | Wereldranglijsten |
| ---- | --------------- | ------------- | -------------------- | -------------- | ---------------- | --------------- | -------------------- | ---------------- | -------------- | --------------------- |  | ----------------- |
| 1995 |                 |               |                      |                |                  |                 |                      |                  |                |                       |  |                   |
| 1996 |                 |               |                      |                |                  |                 |                      | 43e              |                |                       |  |                   |
| 1997 |                 |               | 33e                  | 17e            |                  |                 |                      |                  |                |                       |  |                   |
| 1998 | 96e             | 89e           | 15e                  | 43e            |                  | 59e             |                      |                  |                |                       |  |                   |
| 1999 | 50e             | 108e          | 57e                  | 56e            |                  |                 |                      | ↑                |                | 4e                    |  |                   |
| 2000 | 64e             | 15e           | 20e                  | 26e            | 21e              |                 |                      | 48e              |                | 37e                   |  |                   |
| 2001 |                 |               | 82e                  | 17e            |                  |                 |                      | 27e              | 77e            |                       |  |                   |
| 2002 |                 | 29e           | 44e                  | 44e            |                  |                 |                      | 44e              | 96e            |                       |  |                   |
| 2003 |                 |               | 46e                  | 42e            |                  |                 |                      | 4e               |                |                       |  |                   |
| 2004 |                 |               | 75e                  | 25e            |                  |                 |                      | 25e              | 20e            |                       |  |                   |
| 2005 |                 | 41e           | 91e                  | 45e            | 88e              |                 |                      |                  |                |                       |  |                   |
| 2006 | 136e            | 31e           | 99e                  | 9e             |                  |                 |                      |                  |                |                       |  | 152e (UPT)        |
| 2007 |                 | 5e            | 96e                  | 55e            | 76e              |                 | 79e                  |                  |                |                       |  | 93e (UPT)         |
| 2008 |                 | 51e           | 33e                  | 25e            |                  |                 |                      |                  |                | 13e                   |  |                   |